# ۱۲۶ (قمری)
۱۲۶ (قمری)، صد و بیست و ششمین سال در گاهشماری هجری قمری است. اول محرم این سال برابر با بیست و نهم اکتبر سال ۷۴۳ میلادی است.

## وابسته
- مثقال
- جعفر صادق